# ピンネ農業協同組合
ピンネ農業協同組合（ピンネのうぎょうきょうどうくみあい、英称：JA Pinne）は北海道新十津川町に本所を置く農業協同組合である。略称はJAピンネ。当農協の営業地区は 新十津川町・浦臼町の、石狩川西部沿岸の一帯である。

## 概要
1998年（平成10年）に新十津川町の新十津川農協・下徳富農協、浦臼町の浦臼町農協の3農協の合併によって設立。名称の由来は営業区域の両町にまたがるピンネシリ岳（アイヌ語で男山の意味）から引用したもので、公募により決定したものである。
営業範囲は2つの町が中心だが、新十津川町、浦臼町共に、農地面積が広大であり、空知総合振興局管内では大規模な広域農協である。
稲作の作付け面積は5,149 haを誇り、北海道屈指である。他に、メロンやミニトマトは特産品である。

## 沿革

### ピンネ農業協同組合

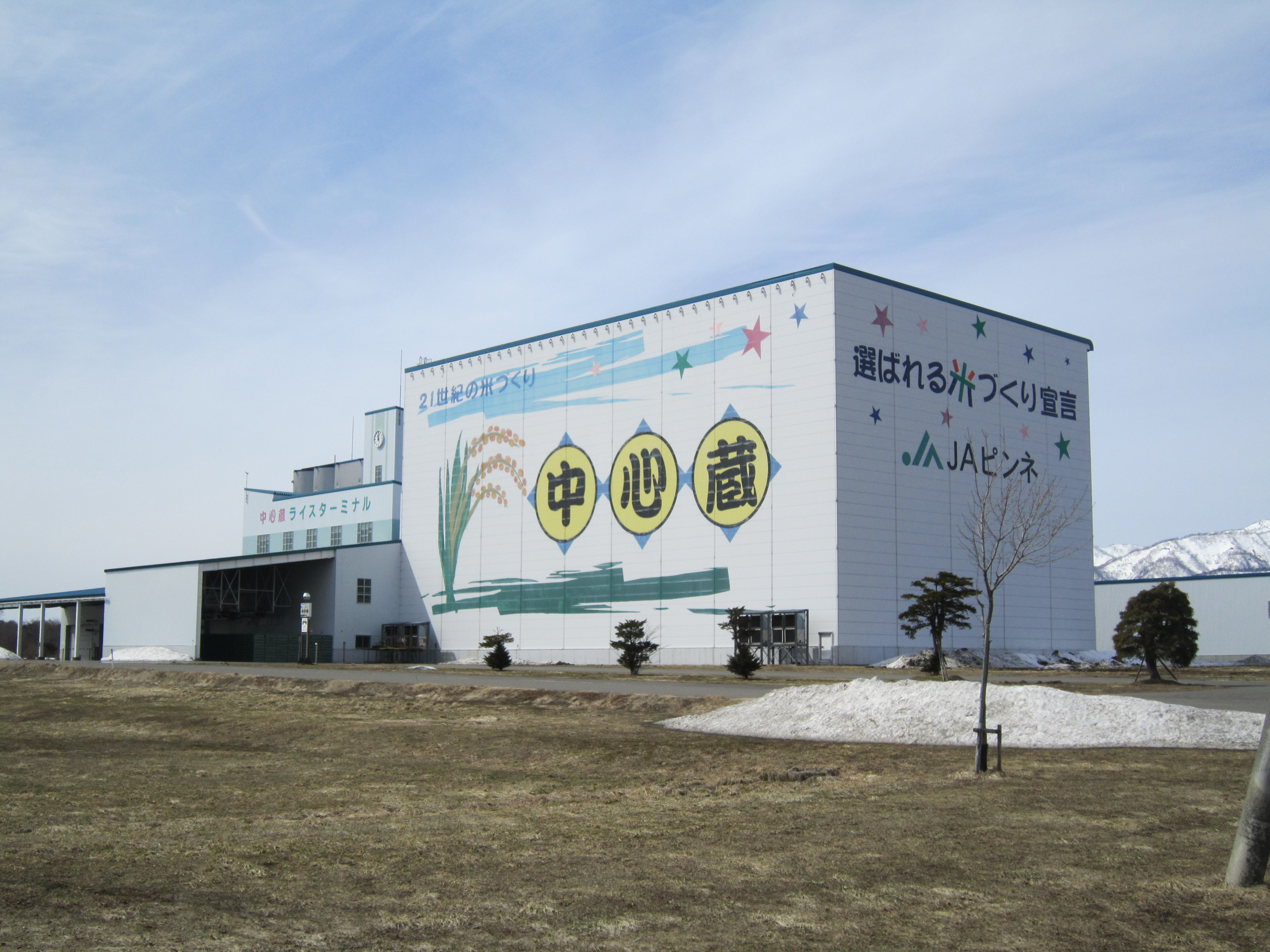
浦臼町ライスターミナル「中心蔵ライスターミナル」

- 1988年 - 1町1農協の方針に沿って新十津川・下徳富両農協にプロジェクトチームを発足し非公式の懇談会で合併を検討。
- 1991年8月17日 - 中空地農業組合長会議にて「中空知農協組織強化研究会」発足。
- 1992年4月9日 - 中空知農協ブロックの一本化で意見統一。
- 1994年10月4日 - 中空地農業組合長会議にて一本化について各農協の意見を発表。砂川・奈井江は不可能、滝川・赤平が賛成、芦別が他農協との合併の意向とする。
- 1995年
  - 4月12日 - 地域が広大すぎる事から合意の出来た農協同士から順次合併する方針で中空知全域での農協統合を断念し中空知農協組織強化研究会解散。
  - 6月13日 - 新十津川・下徳富・浦臼町の3農協が樺戸地区合併検討委員会を発足
  - 10月18日 - 合併期日を1997年2月1日とする。
  - 10月24日 - 浦臼町農協の意向により合併を1998年2月1日に延期。
  - 10月30日 - 奈井江町農協が合併計画に参加。
  - 11月1日 - 砂川市農協が合併計画に参加。
  - 11月18日 - 樺戸地区合併検討委員会を改め「中空知西部地区5農協合併検討委員会」発足。
- 1996年8月 - 合併委員会がPR冊子「豊かさへの挑戦」発行、200億円規模の農業を軸に据えた計画とした。
- 1997年
  - 3月 - 各農協の総会・総代会で合併推進委員会への移行を順次合意する。
  - 3月21日 - 砂川市農協総会にて合併委員会で合意されていた砂川市北光地区での大型店舗計画「生活総合センター」建設案の反対等が議決される。砂川農協は既存店舗改修での売上改善を目指しセンター建設に消極的とされた。
  - 3月26日 - 砂川市農協での総会議決問題がプレス空知で報じられる。
  - 4月12日 - 砂川市農協での総会議決問題に伴い、協力関係を残す形で中空知西部地区5農協合併検討委員会解散。その後砂川市・奈井江町両農協は「新砂川農業協同組合」(通称：JA新すながわ）として合併。
  - 5月16日 - 樺戸地区合併準備会実施。
  - 6月27日 - 中空知農協樺戸地区合併委員会発足。
  - 9月 - 新合併計画書・合併予備契約書案を作成、新農協の名称を「ピンネ農業協同組合」（通称：JAピンネ）に決定。
  - 10月16日 - JA中空知樺戸地区合併予備契約調印式を開催。
  - 11月7日 - 合併対象の3農協が合併臨時総会を開催、合併・解散案を満場一致で議決。
- 1998年
  - 2月1日 - ピンネ農業協同組合発足。旧新十津川農協を本所、旧下徳富・浦臼町農協本所を基幹支所としてそれぞれ「花月支所」「浦臼支所」とする。
  - 12月17日 - 土壌分析センター落成。
- 2000年11月29日 - 浦臼町に米穀乾燥調製貯蔵施設「中心蔵ライスターミナル」竣工。
- 2001年4月17日 - ホームページ開設。
- 2002年
  - 4月 - 新十津川町新規就農者技術習得センター・経営実験農場の管理運営を受託。
  - 8月9日 - 新十津川給油所改築完成。
- 2003年7月31日 - 大和・晩生内事業所閉鎖。
- 2004年7月31日 - 花月給油所閉鎖。
- 2006年
  - 7月26日 - 浦臼給油所改築完成。
  - 9月9日 - 新十津川RICE BOX 21を増築、33号農業倉庫竣工。
- 2008年12月28日 - 花月支所店舗「Aコープ花月店」閉店[3]。
- 2009年4月1日 - 空知支庁中空地農業改良普及センター中空知支所が花月支所内に移転[3]。
- 2010年1月29日 - 吉野事業所閉鎖[3]。
- 2012年4月9日 - 新十津川町と共同で一般財団法人「ピンネ農業公社」を設立[3][4]。
- 2018年4月2日 - 浦臼支所・店舗「ぴこるAマート浦臼店」改築竣工[3]。

### 新十津川農業協同組合
- 1896年 - 北海道初の産業組合として私設信用組合「新十津川貯金組合」設立。
- 1900年2月 - 新十津川農会設立。
- 1902年3月 - 産業組合法制定に伴い勅令産業組合「無限責任新十津川村信用組合」に改組。
- 1918年4月 - 新十津川村信用組合解散、「新十津川信用組合」に改組し出資金を従来の一口100円一括納入から一口50円の10年分割納入とする。
- 1919年11月 - 購買事業の兼営を開始、「新十津川信用購買組合」に改称。
- 1925年12月3日 - 籾すり機・稲こき機賃貸を軸とした利用・販売事業を導入し「新十津川購買販売利用組合」に改称。
- 1928年 - 新十津川村内の23行政区毎に農事実行組合が発足。
- 1929年 - 共同販売事業を開始。
- 1942年12月 - 新十津川購買販売利用組合と農事実行組合の統合事務所が竣工、木造2階建て309.09平米。
- 1944年3月7日 - 農業団体法に基づき農会と産業組合を統廃合、新十津川農業会設立。
- 1948年
  - 1月31日 - 新十津川村農業会解散。
  - 4月12日 - 新十津川農業協同組合設立。
  - 6月1日 - 営業開始。
- 1950年3月 - 経営不振に伴い全役員が辞任。
- 1952年8月 - 共済事業開始。
- 1957年11月 - 有線放送事業を開始。
- 1958年11月 - 日進地区・上総進吉澤農場地区に農村電化施設完成。
- 1962年12月8日 - 幌加・壮志・福井谷地区に農村電化施設完成。
- 1963年
  - 4月4日 - 農協会館着工。
  - 10月15日 - 農協会館（現JAピンネ本部）完成、鉄筋コンクリート造3階一部4階建て。1階店舗・2階事務室・3階会議室とし婚礼用の和室も設けた。
- 1967年
  - 3月10日 - 農村集団自動電話完成、有線放送廃止。
  - 8月25日 - 小型電算機TOSBAC-1100を導入。
  - 10月31日 - 農民年金貯金制度を導入。
- 1969年5月 - 店舗部門が道内274農協による「北海道くみあいチェーン」に加入。
- 1972年 - 養鶏不振に伴い孵卵事業を閉鎖。
- 1975年9月 - 減反政策に伴う玉葱の集団転作に合わせ玉葱貯蔵倉庫・選別施設を建設。
- 1976年
  - 7月1日 - コンピュータ管理を開始。
  - 10月 - 生産資材センター竣工。
  - 11月 - 野菜集出荷貯蔵施設竣工。
- 1980年9月 - 特別自主流通米5万5000俵対応。
- 1982年 - 終身共済導入。
- 1983年4月1日 - 銀行協会加入に向けて為替業務を扱わない大和・吉野・橋本の各支所を事業所に変更。
- 1985年
  - 8月1日 - 本部店舗部門「Aコープストア新十津川」を農協会館南側に新築。鉄骨平屋建て554.27平米。
  - 11月 - 農協会館1階に金融・共済窓口を設ける。
- 1986年6月 - 新電算システムによる貯金業務のオンライン化に伴い現金自動受払機導入。
- 1987年 - 学園地区の1世帯が新嘗祭献穀者に選抜されゆきひかり5合を献上。
- 1988年7月1日 - 米小売販売認可。
- 1991年 - 新十津川メロンがダイエーのギフト商品として納入される。
- 1994年
  - 新十津川メロンのブランドを「ノースランドレッド」として商標登録。
  - 8月 - 全国最大規模の玄米ばら調製集出荷施設「RICE BOX 21」完成。敷地面積19,129平米・処理能力17万俵・玄米収容能力15万5000俵。
- 1997年
  - 7月31日 - 橋本事業所閉店、本部に統合。
  - 11月7日 - 臨時総会にて合併解散承認。

### 下徳富農業協同組合
- 1948年
  - 1月 - 下徳富文化同好会が地区独自の農協の設立を決議。
  - 3月28日 - 下徳富農業協同組合設立、洋裁学院を併設する。
- 1957年12月 - 有線放送施設設置。
- 1960年 - 事務所・生活店舗を建設。
- 1966年9月 - ガソリンスタンド設置。
- 1967年7月 - 国営花月台開発パイロット事業着工。
- 1968年11月 - 農協事務所増築。
- 1971年 - 電算機導入。
- 1983年8月 - 馬鈴薯選別施設完成。
- 1985年9月 - 玉葱集出荷施設完成。
- 1988年9月 - 低温農業倉庫完成。
- 1990年7月 - 長葱集出荷加工処理施設完成。
- 1997年11月7日 - 臨時総会にて合併解散承認。

### 浦臼町農業協同組合
- 1948年3月21日 - 浦臼村農業協同組合設立。
- 1953年3月 - 協立病院廃止。
- 1954年6月 - 有線放送施設竣工。
- 1957年3月 - 赤字解消。
- 1961年
  - 3月 - 前年の町制施行に伴い浦臼町農業協同組合に改称。
  - 11月 - 新事務所「農協ビル」竣工。
- 1962年7月 - ガソリンスタンド・購買倉庫・農機具センター・魚菜店舗設置。
- 1966年 - 浦臼台・鶴沼台で国営パイロット事業着工。
- 1967年
  - 7月 - 晩生内支所新築。
  - 10月 - 農業機械整備工場新築。
- 1969年3月 - 準低温農業倉庫新築。
- 1977年9月 - ガソリンスタンド新築。
- 1979年9月 - 大規模穀類乾燥調整施設落成。
- 1986年9月 - 馬鈴薯共同選別施設竣工。
- 1987年7月 - 農産物集出荷施設竣工。
- 1988年12月 - 農産加工研究センター新築。
- 1990年7月 - 金融新店舗開店。
- 1997年11月7日 - 臨時総会にて合併解散承認。

## 事務所の一覧
- 本所（北海道樺戸郡新十津川町字中央6-29）
- 花月支所・営農センター（北海道樺戸郡新十津川町字花月238-8）
- 浦臼支所（北海道樺戸郡浦臼町字浦臼内172-6）
- 経済センター（北海道樺戸郡新十津川町字中央18-54）
- 土壌分析センター（北海道樺戸郡新十津川町字中央18-52）